# Trace Sport Stars
Trace Sport Stars HD е американски телевизионен канал с превод на български език.
Каналът е със спортно-развлекателна тематика. Излъчва от 2015 г. като част от пакета Diema Extra с български субтитри. Trace Sport Stars представя най-горещите и интересни лайфстайл новини за световноизвестни спортисти, изцяло на български език. Каналът е първият по рода си в България, посветен на живота на спортните знаменитости – начин на живот, любопитни новини, класации, любовни афери, бракове, разводи, хобита и всичко друго, което вълнува феновете.